# Mistrovství Evropy v atletice do 23 let 2003

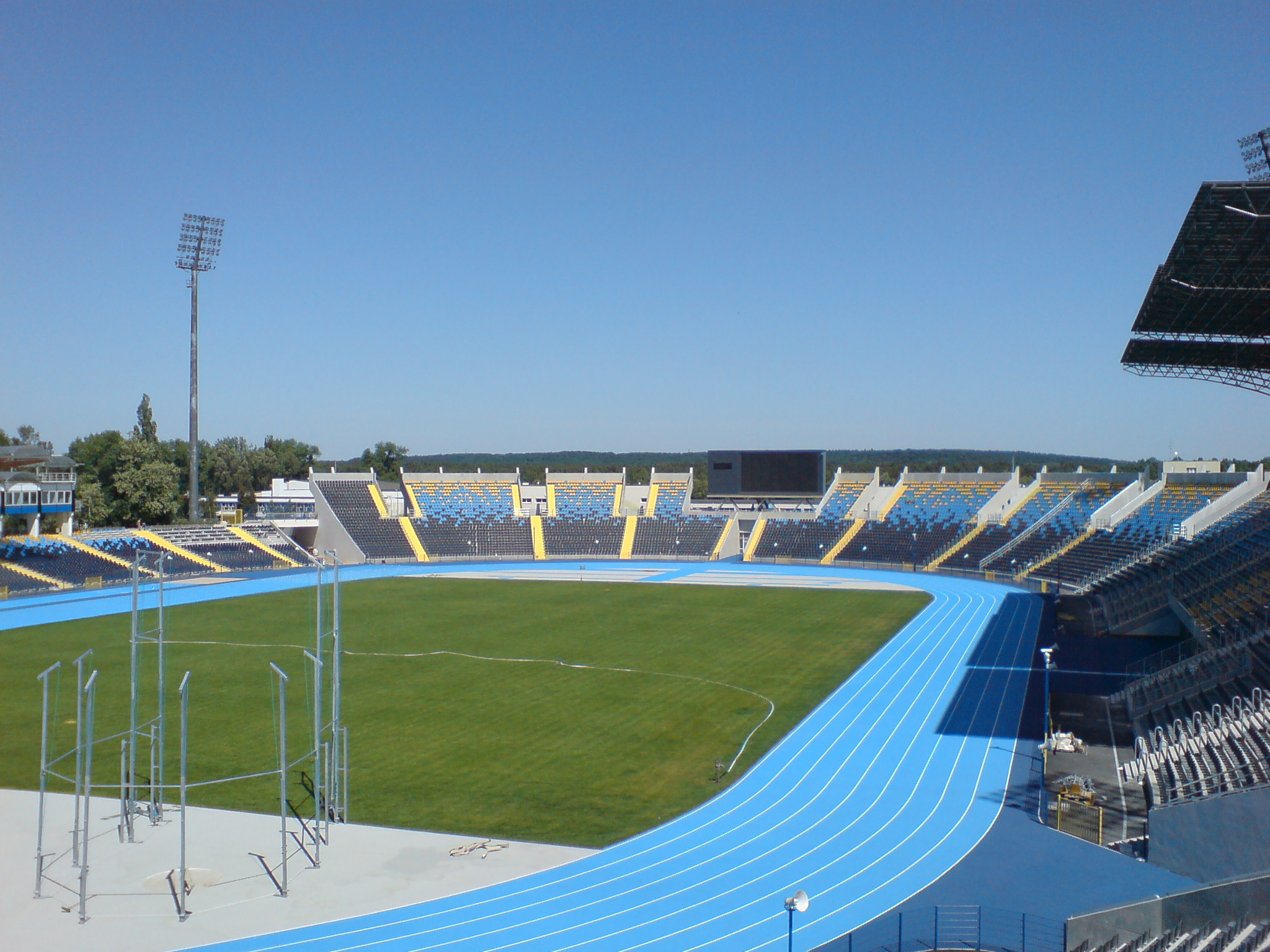
Stadion Zdzisława Krzyszkowiaka

4. Mistrovství Evropy v atletice do 23 let se uskutečnilo ve dnech 17. – 20. července 2003 v Polsku na stadionu Zdzisława Krzyszkowiaka v Bydhošti. Na programu bylo dohromady 44 disciplín (22 mužských a 22 ženských).
Stříbrnou medaili v běhu na 1500 metrů původně vybojovala litevská běžkyně Rasa Drazdauskaitė. Dopingová kontrola však v jejím těle odhalila zakázanou látku stanozolol a byla diskvalifikována.

## Medailisté

### Muži
| Disciplína      | Zlato                                                                          | Stříbro                                                                               | Bronz                                                                                   |
| 100 m           | Ronald Pognon 10,19                                                            | Argo Golberg 10,28                                                                    | Fabrice Calligny 10,34                                                                  |
| 200 m           | Chris Lambert 20,34                                                            | Marcin Jędrusiński 20,39                                                              | Johan Wissman 20,43                                                                     |
| 400 m           | Leslie Djhone 45,04                                                            | Timothy Benjamin 45,86                                                                | Rafał Wieruszewski 45,87                                                                |
| 800 m           | René Herms 1:46,26                                                             | Florent Lacasse 1:46,47                                                               | Manuel Olmedo 1:46,83                                                                   |
| 1500 m          | Mounir Yemmouni 3:44,02                                                        | Xavier Areny 3:44,65                                                                  | Lorenzo Perrone 3:45,05                                                                 |
| 5000 m          | Christopher Thompson 13:58,62                                                  | Mohamed Farah 13:58,88                                                                | Robert Connolly 14:03,75                                                                |
| 10 000 m        | Ioannis Kanelopoulos 29:00,78                                                  | Vasil Matvijčuk 29:01,29                                                              | Paweł Ochal 29:17,41                                                                    |
| 110 m př.       | Ladji Doucouré 13,25                                                           | Philip Nossmy 13,50                                                                   | Gregory Sedoc 13,55                                                                     |
| 400 m př.       | Marek Plawgo 48,45                                                             | Christian Duma 49,53                                                                  | Thomas Kortbeek 49,68                                                                   |
| 3000 m př.      | Martin Pröll 8:25,86                                                           | Radosław Popławski 8:27,95                                                            | Jukka Keskisalo 8:28,53                                                                 |
| Štafeta 4×100 m | Spojené království 39,31 Tyrone Edgar Chris Lambert Darren Chin Dwayne Grant   | Francie 39,38 Daniel Adolia Fabrice Calligny David Socrier Leslie Djhone              | Belgie 39,54 Pieter-Jan Vereecke François Gourmet Kristof Beyens Xavier de Baerdemacker |
| Štafeta 4×400 m | Polsko 3:03,32 Rafał Wieruszewski Kacper Skalski Daniel Dąbrowski Marek Plawgo | Německo 3:03,36 Sebastian Gatzka Christian Duma Steffen Staffelmaier Bastian Swillims | Rusko 3:04,18 Roman Matvějev Dmitrij Petrov Alexandr Borščenko Andrej Polukejev         |
| Chůze na 20 km  | Benjamin Kuciński 1.22:07                                                      | Sergej Lyscov 1.24:04                                                                 | Andrej Talaško 1.24:28                                                                  |
| Skok do výšky   | Aleksander Waleriańczyk 2,36 m                                                 | Andrej Těrešin 2,27 m                                                                 | Wojciech Borysiewicz 2,27 m                                                             |
| Skok o tyči     | Oleksandr Korčmid 5,50 m                                                       | Marvin Osei-Tutu 5,50 m                                                               | Maksym Mazuryk 5,45 m                                                                   |
| Skok daleký     | Louis Tsatoumas 8,24 m                                                         | Volodymyr Zjuskov 8,22 m                                                              | Danut Simion 8,09 m                                                                     |
| Trojskok        | Dmitrij Valukevic 17,57 m                                                      | Marian Oprea 17,28 m                                                                  | Rudolf Helpling 16,66 m                                                                 |
| Vrh koulí       | Pavel Lyžyn 20,43 m                                                            | Pavel Sofin 20,33 m                                                                   | Rutger Smith 20,18 m                                                                    |
| Hod diskem      | Rutger Smith 59,90 m                                                           | Dmitrij Sivakov 58,00 m                                                               | Bogdan Piščalnikov 56,88 m                                                              |
| Hod kladivem    | Krisztián Pars 77,25 m                                                         | Eşref Apak 76,52 m                                                                    | Aleksandr Vashchyla 71,91 m                                                             |
| Hod oštěpem     | Alexandr Ivanov 82,59 m                                                        | Igor Janik 82,54 m                                                                    | Tero Pitkämäki 78,84 m                                                                  |
| Desetiboj       | André Niklaus 7 983 bodů                                                       | Indrek Turi 7 864 bodů                                                                | Atis Vaisjuns 7 681 bodů                                                                |

### Ženy
| Disciplína      | Zlato                                                                                 | Stříbro                                                                                            | Bronz                                                                               |
| 100 m           | Georgia Kokloniová 11,33                                                              | Daria Onyśková 11,46                                                                               | Aksana Drahunová 11,48                                                              |
| 200 m           | Maryna Majdanovová 22,82                                                              | Maja Noseová 23,09                                                                                 | Dorota Dydová 23,34                                                                 |
| 400 m           | Helen Karagounisová51,78                                                              | Solene Desertová 52,05                                                                             | Taťjana Firovová 52,14                                                              |
| 800 m           | Rebecca Lyneová 2:04,66                                                               | Lucia Klocová 2:05,02                                                                              | Esther Desviatová 2:05,38                                                           |
| 1500 m          | Olesja Čumakovová 4:11,75                                                             | Lisa Dobriskeyová 4:12,95                                                                          | Ingvill Måkestadová 4:13,58                                                         |
| 5000 m          | Elvan Abeylegesseová 15:16,79                                                         | Taťjana Petrovová 16:02,79                                                                         | Sonia Bejaranová 16:17,81                                                           |
| 10 000 m        | Krisztina Pappová 33:23,02                                                            | Valentina Levuškinová 33:28,73                                                                     | Louise Damenová 33:29,82                                                            |
| 100 m př.       | Susanna Kallurová 12,88                                                               | Nadine Hentschkeová 12,89                                                                          | Marija Korotějevová 12,95                                                           |
| 400 m př.       | Oksana Gulumjanová 56,23                                                              | Irena Zaunaová 56,47                                                                               | Maria Rusová 57,01                                                                  |
| 3000 m př.      | Ljubov Ivanovová 9:41,16                                                              | Michaela Mannová 9:42,01                                                                           | Sigrid Vanden Bemptová 9:42,04                                                      |
| Štafeta 4×100 m | Ukrajina 44,29 Natalija Pyhydová Iryna Šepetjuková Olena Čebanuová Maryna Majdanovová | Polsko 44,51 Anna Radoszewská Daria Onyśková Dorota Dydová Malgorzata Fleiszarová                  | Německo 44,59 Tanja Kuckelkornová Lisa Schorrová Katja Wakanová Nadine Hentschkeová |
| Štafeta 4×400 m | Rusko 3:29,25 Julija Guščinová Natalja Ivanovová Oxana Gulumjanová Taťjana Firovová   | Spojené království 3:30,44 Jennifer Meadowsová Danielle Halsallová Kim Wallová Helen Karagounisová | Německo 3:33,59 Eillen Müllerová Katharina Gröbová Tina Kronová Claudia Hoffmannová |
| Chůze na 20 km  | Athanasia Tsoumelekaová 1.33:55                                                       | Vera Santosová 1.35:18                                                                             | Sabine Zimmerová 1.35:56                                                            |
| Skok do výšky   | Blanka Vlašičová 1,98 m                                                               | Jelena Slesarenková 1,96 m                                                                         | Anna Ksoková 1,92 m                                                                 |
| Skok o tyči     | Jelena Isinbajevová 4,65 m                                                            | Vanessa Boslaková 4,40 m                                                                           | Anna Rogowská 4,35 m                                                                |
| Skok daleký     | Carolina Klüftová 6,86 m                                                              | Irina Simaginová 6,70 m                                                                            | Ineta Radevičová 6,70 m                                                             |
| Trojskok        | Viktorija Gurovová 14,37 m                                                            | Simona La Mantiaová 14,31 m                                                                        | Ineta Radevičová 14,04 m                                                            |
| Vrh koulí       | Natalja Choroněková 17,66 m                                                           | Kathleen Klugeová 17,09 m                                                                          | Filiz Kadoganová 16,72 m                                                            |
| Hod diskem      | Natalija Fokinová 59,30 m                                                             | Jana Tucholkeová 58,24 m                                                                           | Olga Chernogorovová 56,57 m                                                         |
| Hod kladivem    | Kamila Skolimowska 71,38 m                                                            | Aksana Miankovová 67,58 m                                                                          | Gulfija Chanafejevová 66,98 m                                                       |
| Hod oštěpem     | Jarmila Klimešová 60,54 m                                                             | Irina Charunová 58,28 m                                                                            | Marija Jakovenková 57,52 m                                                          |
| Sedmiboj        | Jennifer Oeserová 5 901 bodů                                                          | Yvonne Wisseová 5 895 bodů                                                                         | Vasiliki Delinikolaová 5 863 bodů                                                   |

## Medailové pořadí
| Umístění | Stát               | Zlato | Stříbro | Bronz | Celkem |
| -------- | ------------------ | ----- | ------- | ----- | ------ |
| 1.       | Rusko              | 7     | 7       | 6     | 20     |
| 2.       | Polsko             | 5     | 5       | 6     | 16     |
| 3.       | Spojené království | 5     | 4       | 1     | 10     |
| 4.       | Francie            | 4     | 4       | 1     | 9      |
| 5.       | Ukrajina           | 4     | 3       | 1     | 8      |
| 6.       | Řecko              | 4     | 0       | 1     | 5      |
| 7.       | Německo            | 3     | 6       | 4     | 13     |
| 8.       | Bělorusko          | 3     | 2       | 4     | 9      |
| 9.       | Švédsko            | 2     | 1       | 1     | 4      |
| 10.      | Maďarsko           | 2     | 0       | 0     | 2      |
| 11.      | Nizozemsko         | 1     | 1       | 3     | 5      |
| 12.      | Turecko            | 1     | 1       | 1     | 3      |
| 13.      | Česko              | 1     | 1       | 0     | 2      |
| 14.      | Chorvatsko         | 1     | 0       | 0     | 1      |
| 14.      | Rakousko           | 1     | 0       | 0     | 1      |
| 16.      | Estonsko           | 0     | 2       | 0     | 2      |
| 17.      | Lotyšsko           | 0     | 1       | 3     | 4      |
| 17.      | Španělsko          | 0     | 1       | 3     | 4      |
| 19.      | Rumunsko           | 0     | 1       | 2     | 3      |
| 20.      | Itálie             | 0     | 1       | 1     | 2      |
| 21.      | Portugalsko        | 0     | 1       | 0     | 1      |
| 21.      | Slovensko          | 0     | 1       | 0     | 1      |
| 21.      | Slovinsko          | 0     | 1       | 0     | 1      |
| 24.      | Belgie             | 0     | 0       | 2     | 2      |
| 24.      | Finsko             | 0     | 0       | 2     | 2      |
| 26.      | Irsko              | 0     | 0       | 1     | 1      |
| 26.      | Norsko             | 0     | 0       | 1     | 1      |